# Han Ho
Han Ho (한호, 韓濩 , 1543-1605), aussi connu sous son nom de plume, Han Seok-bong (한석봉, 韓石峯), est un calligraphe coréen de la dynastie de Joseon. Il a écrit les lettres du Classique des Mille Caractères qui a servi à l'enseignement des caractères chinois en Corée à partir de 1601.

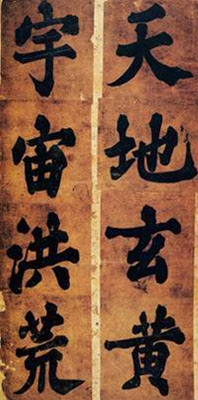
Extrait du Classique des Mille caractères, calligraphie réalisée par Han Ho.

Han Ho est né à Kaesong (Songdo) dans une famille pauvre. Il apprend à lire et à écrire auprès de son grand-père puis avec le calligraphe Shin hee-nam. Il passe le concours d'état à 24 ans et devient scribe royal. En tant que membre de la délégation diplomatique, il séjourne cinq fois en Chine entre 1572 et 1601. 
Son style de calligraphie reprend d'abord celui de Zhao Mengfu puis de Wang Xizhi avant de lui devenir propre avec des traits puissants. 

## Référence
- Les Coréens dans l'histoire, « Han Ho, grand calligraphe de la dynastie Joseon  », KBSworld, le 5 janvier 2012.